# Gelis uniformis
Gelis uniformis là một loài tò vò trong họ Ichneumonidae.